# Coppa Intercontinentale 1970 (calcio)
La Coppa Intercontinentale 1970 è stata l'undicesima edizione del trofeo riservato alle squadre vincitrici della Coppa dei Campioni e della Coppa Libertadores.

## Avvenimenti
Il Feyenoord si presentò all'incontro reduce dall'eliminazione dalla Coppa dei Campioni 1970-1971 ad opera dell'UT Arad, piccolo club rumeno. L'Estudiantes arrivava dalla terza Libertadores consecutiva: l'anno precedente aveva perso la Coppa Intercontinentale contro il Milan, e in seguito ai fatti della partita di ritorno aveva tre giocatori squalificati in rosa: il portiere Poletti e i difensori Manera e Aguirre Suárez. Il primo incontro fu tenuto a La Bombonera, stadio di Buenos Aires, che per l'occasione fu gremito di spettatori: l'Estudiantes, approfittando dell'ambiente favorevole, andò in vantaggio di due reti, che però vennero recuperate dai gol di Wery e van Hanegem. Le due formazioni si presentarono così a Rotterdam in situazione di parità: la gara di ritorno vide una situazione di stallo, che si protrasse per tutti i primi 45 minuti. Il difensore Joop van Daele, entrato al 61º al posto dell'attaccante Moulijn, segnò quattro minuti dopo la rete della vittoria della compagine olandese.
La squadra sudamericana fu particolarmente criticata per il proprio atteggiamento in campo durante le due partite, caratterizzato da una notevole irruenza nei contrasti. A tal proposito l'allenatore degli olandesi Ernst Happel ebbe modo di dichiarare, al termine della partita di ritorno: "I giocatori dell'Estudiantes sono dei veri e propri gangster. Se avessimo dovuto disputare una terza partita ci saremmo ritirati, perché non si può sacrificare una squadra a simili spaccagambe". Sarà anche a seguito degli episodi incorsi nelle due sfide di questa edizione che un'altra rappresentante del calcio olandese, l'Ajax, rinuncerà a partecipare alla manifestazione l'anno successivo.
Nel 2017, la FIFA ha equiparato i titoli della Coppa del mondo per club e della Coppa Intercontinentale, riconoscendo a posteriori anche i vincitori dell'Intercontinentale come detentori del titolo ufficiale di "campione del mondo FIFA", inizialmente attribuito soltanto ai vincitori della Coppa del mondo per club.

## Tabellino

### Andata
| Arbitro: | Glöckner |

| |            | |
| Echecopar 6’ Verón 12’ | Marcatori  | 21’ Wery 67’ van Hanegem |
| · Errea 12 P Pagnanini 4 D Spadaro 2 D Togneri 3 D Malbernat 6 D 84’a Bilardo 8 C Pachamé 5 C 84’b Echecopar 10 C Conigliaro 7 A Flores 9 A Verón 11 A A disposizione: · 84’a Solari 13 C 84’b Rudzki 14 C | Formazioni | · P 1 Treijtel D 2 Romeijn D 3 Israël C 4 Laseroms C 5 van Duivenbode C 6 Hasil C 7 Jansen C 10 van Hanegem 73’ A 8 Wery A 9 Kindvall A 11 Moulijn A disposizione: · C 12 Boskamp 73’ |
| Zubeldía | Allenatori | Happel |

### Ritorno
| Arbitro: | Tejada |

| |            | |
| van Daele 65’ | Marcatori  | |
| · Treijtel 1 P Romeijn 2 D Israël 3 D Laseroms 4 D van Duivenbode 5 D 46’ Hasil 6 C Jansen 7 C van Hanegem 8 C Wery 9 A Kindvall 10 A 61’ Moulijn 11 A A disposizione: · 46’ Boskamp 12 D 61’ van Daele 13 A | Formazioni | · P 1 Pezzano D 2 Malbernat D 3 Spadaro C 4 Togneri C 5 Medina C 6 Bilardo C 7 Pachamé C 8 Romeo 61’ A 9 Conigliaro 51’ A 10 Flores A 11 Verón A disposizione: · D 12 Rudzki 51’ D 13 Pagnanini 61’ |
| Happel | Allenatori | Zubeldía |